# Liste der Einträge im National Register of Historic Places im Ralls County

Lage des Ralls County in Missouri

Die Liste der Einträge im National Register of Historic Places im Ralls County im US-Bundesstaat Missouri führt die Bauwerke und historischen Stätten im Ralls County auf, die in das National Register of Historic Places aufgenommen wurden.

## Legende
| NRHP | Historic Place    |
| HD   | Historic District |

## Aktuelle Einträge
| [ 3 ] | Name                                             | Bild                                             | Eintragsdatum        | Lage                                                                | Ort        | Beschreibung |
| ----- | ------------------------------------------------ | ------------------------------------------------ | -------------------- | ------------------------------------------------------------------- | ---------- | --- |
| 1     | James B. Brown House                             |                                                  | 1984 ID-Nr. 84002603 | 2400 Carrs Lane 39° 40′ 10″ N, 91° 22′ 50″ W                        | Hannibal   | |
| 2     | John Garth House                                 | John Garth House                                 | 1977 ID-Nr. 77000813 | Südlich von Hannibal abseits des US 61 39° 40′ 10″ N, 91° 24′ 33″ W | Hannibal   | |
| 3     | Greenlawn Methodist Church and Cemetery          |                                                  | 2007 ID-Nr. 07000569 | MO J Ecke Cty Road D 39° 28′ 47″ N, 91° 41′ 10″ W                   | Perry      | |
| 4     | Lock and Dam No. 22 Historic District            | Lock and Dam No. 22 Historic District            | 2004 ID-Nr. 04000182 | Secondary Road E 39° 38′ 18″ N, 91° 14′ 49″ W                       | New London | |
| 5     | Ralls County Courthouse and Jail-Sheriff's House | Ralls County Courthouse and Jail-Sheriff's House | 1972 ID-Nr. 72000728 | Courthouse Square 39° 35′ 9″ N, 91° 24′ 1″ W                        | New London | |
| 6     | St. Paul Catholic Church                         | St. Paul Catholic Church                         | 1979 ID-Nr. 79001392 | Westlich von Center abseits der SR EE 39° 30′ 12″ N, 91° 36′ 21″ W  | Center     | |
| 7     | St. Peter's Catholic Church                      | St. Peter's Catholic Church                      | 1980 ID-Nr. 80002392 | Südwestlich von Rensselaer an der SR 2 39° 37′ 11″ N, 91° 36′ 14″ W | Rensselaer | Kirche, in der Augustus Tolton getauft wurde, der erste ordinierte afroamerikanische katholische Priester der USA. |
| 8     | Saverton School                                  | Saverton School                                  | 1998 ID-Nr. 98001505 | Kreuzung der County Routes N und E 39° 38′ 33″ N, 91° 15′ 58″ W     | Saverton   | |